# The Family Man
The Family Man —en España, Family Man— es una película estadounidense de 2000, del género de comedia dramática, dirigida por Brett Ratner e interpretada por Nicolas Cage, Téa Leoni y Don Cheadle en los papeles principales.

## Argumento
Jack Campbell (Nicolas Cage) es un egocéntrico bróker de Wall Street cuya única obsesión es el trabajo y una vida llena de lujo. Un día, tras un incidente en una tienda durante la Nochebuena, se despierta viviendo otra vida alternativa: ahora es un humilde vendedor de neumáticos de Nueva Jersey, casado con su antigua novia Kate (Téa Leoni), a la que había abandonado hace años para no obstaculizar su carrera en el mundo de las finanzas.

## Comentarios
Nicolas Cage participó en la realización del filme con su productora Saturn Films.
El filme ha sido comparado con Un cuento de Navidad de Charles Dickens, ya que el protagonista es un hombre codicioso a quien no le importa nadie excepto él mismo y a quien le cambia su forma de ver la vida después de una serie de experiencias de "¿Que pasaría si?" en la vida real.
Es similar a Qué bello es vivir, incluso comienza el día de Nochebuena con una situación de vida o muerte, con un ángel de por medio, que intenta convencer al protagonista a que reflexione sobre su vida. Además, al final, en ambas películas los protagonistas concluyen asegurando que es preferible tener una tranquila vida familiar que una vida plena de riquezas y éxitos profesionales.

## Reparto
- Nicolas Cage como Jack Campbell.
- Téa Leoni como Kate Reynolds.
- Don Cheadle como Cash.
- Jake y Ryan Milkovich como Josh.
- Makenzie Vega como Annie.
- Jeremy Piven como Arnie.

- Saul Rubinek como Alan Mintz.
- Josef Sommer como Peter Lassiter.
- Harve Presnell como Big Ed.
- Mary Beth Hurt como Adelle.
- Amber Valletta como Paula.
- Ken Leung como Sam Wong.
- Kate Walsh como Jeannie.
- Gianni Russo como Nick.
- Tom McGowan como Bill.
- Joel McKinnon Miller como Tommy

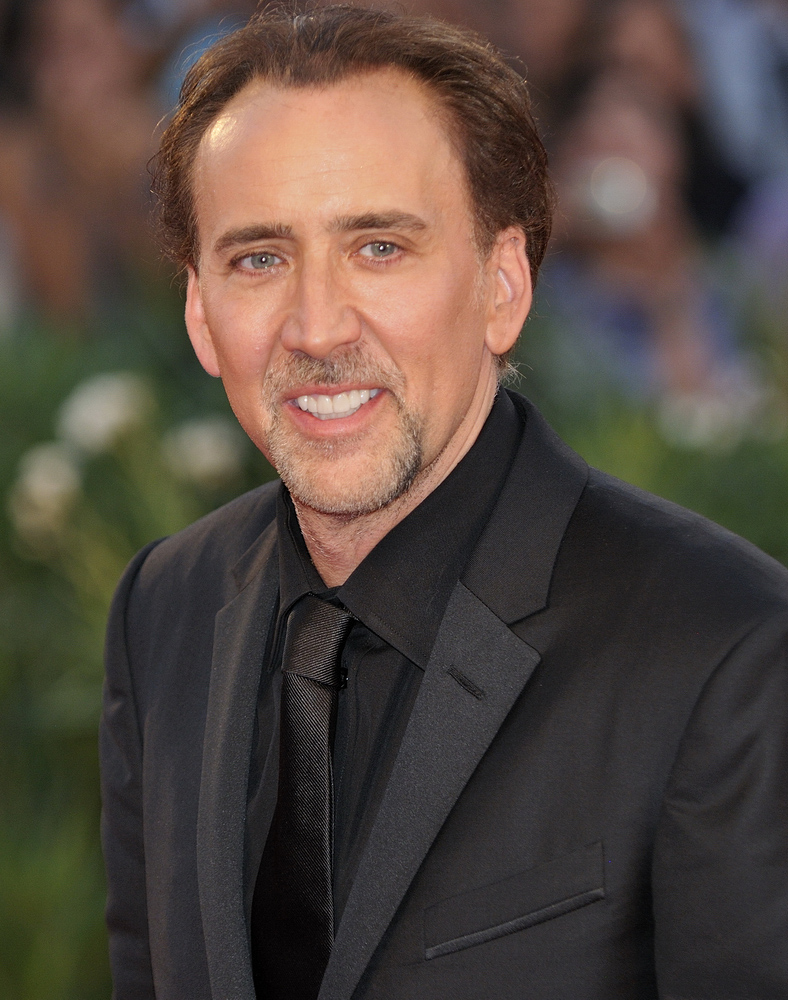
Nicolas Cage, protagonista de la película.

- Robert Downey, Sr. como Hombre de la casa.
- Paul Sorvino como Sydney Potter.